# Bernard Wrincq
Bernard Wrincq est un auteur-compositeur-arrangeur et musicien belge (guitares, basse, claviers, harmonica, percussions), né le 19 juin 1964. Il est musicien de Salvatore Adamo, qu'il accompagne sur scène au piano et à la guitare. Depuis 2017, il est également chef d'orchestre et multi-instrumentiste en concert pour Frédéric François. Il accompagne également Tina Arena, Francis Goya, Zap Mama, Gérard Jaffrès, et a aussi accompagné B.J. Scott, André Lamy, Richard Ruben, Jean-Louis Daulne, Cool Feet, Buffalo C. Wayne, Gilbert Montagné, Claude Barzotti... Il est aussi claviériste-guitariste et cofondateur du groupe ELR, cover band de ELO (Electric Light Orchestra). Il a assuré les claviers des émissions TV de Francois Pirette sur RTL TVi pendant plusieurs saisons. Il assure depuis plus de 20 ans la réalisation musicale du spectacle annuel "La Revue" du Théâtre royal des Galeries à Bruxelles. Il a formé ou fait partie de plusieurs groupes de rock (Backstreet, Louie Louie) ou blues (Tom Goldschmidt & Blue Kiss...). Pour la participation du Luxembourg à l'Eurovision, il co-arrange en 1991 la chanson Un baiser volé de Sarah Bray avec Francis Goya et en 1993 la chanson Donne-moi une chance de Modern Times.

## Discographie

### Participations
- 1986 : Sweet Karen, Got To Know Why, Carrere, auteur-compositeur-arrangeur
- 1990 : Philippe Laumont, Les enchaînés[3], réalisation musicale
- 1992 : Johan Vanden Eede, De TV1 Tunes, EMI Music Belgium, guitare[4]
- 1993 : Lovely Lady of Arcadia, Francisco Garcia
- 1996 : World of Pan Flute, Stefan Nicolai, compositeur, réalisation musicale
- 1996 : Jean-Louis Daulne, Onomatopoiia, guitares
- 1996/1998 : Caroline Jokris, réalisation musicale
- 1999 : Francis Goya, Best of, arrangeur, compositeur
- 1999 : Gérard Jaffrès, Au creux de ma terre, guitares, claviers
- 2001 : Gérard Jaffrès, Le Fou de Bassan, guitares, claviers
- 2001 : Jean-Louis Daulne (EMI), guitares[5]
- 2002 : Frédéric Lamory, La couleur des larmes, réalisation musicale
- 2003 : Salvatore Adamo, Zanzibar (Polydor/Universal Music)[6]
- 2003 : Gérard Jaffrès, Viens dans ma maison
- 2005 : Jean-Louis Daulne, Urbsel (Sowarex), compositions, réalisation musicale et production artistique
- 2005 : Gérard Jaffrès, Le Beau Voyage
- 2008 : Gérard Jaffrès, Nos premières années
- 2012 : Gérard Jaffrès, Mystérieuses landes
- 2012 : Julien Jaffrès, Rock'n Celtic Guitar, claviers
- 2014 : Salvatore Adamo, Adamo chante Bécaud

## Théâtre
- De 2004 à 2017 : La Revue, réalisation musicale[7]
- 2000/2001 : Beaucoup de bruit pour rien de Shakespeare par Jean Hayet (réalisation musicale, compositions)
- De 1997 à 2003 : La Revue, claviers et arrangements musicaux
- 1996 : La Revue 96 !, réalisation musicale
- De 1991 à 1995 : La Revue, arrangements musicaux